# پاتالیرو!
پاتالیرو! (انگلیسی: Patalliro!) یک سری مانگای ژاپنی  نوشته و تصویرگری شده توسط مینه‌ئو مایا است.